# 정보경
정보경(鄭普涇, 1991년 4월 17일~)은 대한민국의 유도 선수이다. 2016년 하계 올림픽 여자 -48kg 종목에서 은메달을 획득했다.

## 학력
- 천성초등학교(졸업)
- 웅상여자중학교(졸업)
- 경남체육고등학교(졸업)
- 경기대학교 체육학과(졸업)